# Vinko Podobnik
Vinko Podobnik, slovenski slikar, * 9. marec 1952, Ljubljana.

## Življenje in delo
Po izobrazbi je strojni tehnik, je direktor zasebnega podjetja s štirimi zaposlenimi. 
Vse življenje se ukvarja tudi s planinstvom, slikanjem in risanjem. Živi in dela v Žireh.